# Scholz von Schollenstern
Scholz von Schollenstern ist der Name eines Görlitzer Adelsgeschlechts, dessen Stammvater Bartholomäus Scultetus, eigentlich Mathäus Bartholomäus Schulz, ist.

## Geschichte

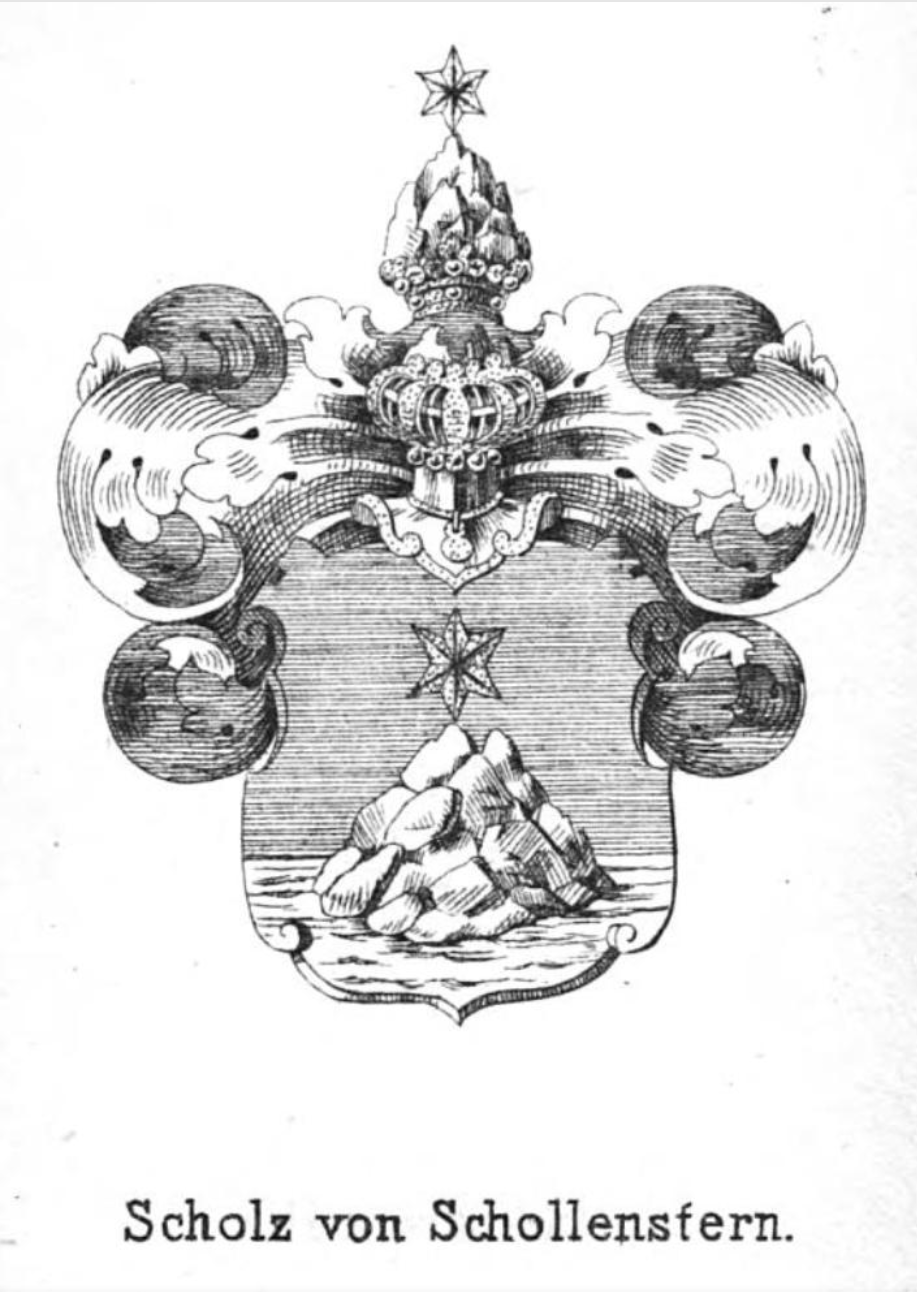
Wappen der Scholz von Schollenstern, abgebildet bei Leonhard Dorst, 1846

Der Mathematiker Bartholomäus Scultetus setzte sich erfolgreich dafür ein, dass die Gregorianische Kalenderreform in den böhmischen Ländern frühzeitig eingeführt wurde. Aus Dankbarkeit bot ihm der Kaiser Rudolf II. einen nicht-erblichen Adelstitel an, den Bartholomäus aber nicht annahm.
Am 30. Oktober 1625 wurden seine Kinder Friedrich, Nathanael, Helena, Sabina und Rosina von Kaiser Ferdinand II. mit Besserung eines alten Wappens und dem Namen „Scholz von Schollenstern“ in den erblichen Reichs-Adelsstand erhoben. Diese Nobilitierung beruhte nicht auf besonderen Verdiensten der Familie, etwa die nachträglich gewürdigte wissenschaftliche Leistung des Vaters der geadelten Geschwister, sondern kostete die Familie „50 Mark Goldes oder 3200 Dukaten“. Familien mit Rittergutbesitz konnten damals eine Nobilitierung beantragen und einige taten dies auch. (siehe dazu: „Käuflichkeit“ im Artikel „Adel“)
Helena (* 28. April 1577; † 5. Mai 1654) heiratete in zweiter Ehe Michael Keller.
Sabina heiratete in erster, wohl unglücklicher Ehe den Kaufmann Martin Firle († 1630) und in zweiter Ehe Gotthard Helwig.
Emmanuel Friedrich (* 6. März 1580; † 1642) war in seinem Leben dreimal verheiratet. Eine überlieferte Stammlinie seiner Nachkommen setzt sich bei seinem Sohn Ernst Scholz (* 1604) fort, über Friedrich Scholz (1628–1682) schließlich zu Emmanuel Friedrichs Urenkel Julius Ernst Scholz (1673–1728). Sie wohnten alle (4. Generationen) am Untermarkt 3. Julius Ernst war Doktor der Medizin.
Nathanael (2. August 1589 – 9. Mai 1634) studierte im Winter 1604 in Frankfurt a. d. Oder und wurde 1619 in Görlitz Ratsherr, später auch Schöppe und 1626 Richter. Er heiratete Martha Berger († 26. November 1616). Durch seine zweite Ehe im Jahr 1618 mit Anna Schnitter (* 31. Juli 1582; † 30. Dezember 1620 oder 9. Januar 1621), Tochter des Görlitzer Bürgermeisters Alexander Schnitter, wurde er durch Annas verstorbenen ersten Ehemann Christoph Arnold Erbherr auf Deutsch-Ossig. Seiner zweiten Ehe entstammte eine Tochter namens Anna Maria († 1629 „im zarten Alter“). 1629 trat er wohl als Schöppe zurück. („resig. als Scabinus 1629“) In dritter Ehe heiratete er noch Elisabeth Conrad.
Rosina (* 1595; † 23. April 1644) heiratete den Görlitzer Bürgermeister Valentin Gösich.
Christian Friedrich Scholz von Schollenstern († 15. März 1674), ein Sohn Nathanaels, heiratete am 15. Februar 1672 Dorothea Elisabeth Neumann (* 3. März 1648; † 19. Februar 1709), Tochter von Dorothea (geb. Wiedemann) und Georg Neumann. In ihrem Testament bestimmte Dorothea Elisabeth Scholz von Schollenstern ein Legat von 100 Talern, dessen jährliche Zinsen den in der Kirche St. Anna predigenden Studenten zugutekommen sollten. Christian Friedrichs Tochter Anna Christiane († 27. November 1690) heiratete am 16. August 1683 Bartholomäus Gehlers Sohn Johann Wilhelm Gehler, wie sein Vater auch Görlitzer Bürgermeister.
Julius Ernst Scholz von Schollenstern (* 26. Oktober 1672; ⚭ Christiane, geb. Pöfner. † 7. August 1728), der Sohn von Margaretha (geb. Schittler) und eines Friedrich Scholz von Schollenstern, studierte Medizin und erlangte einen Doktortitel. Er bestimmte am 22. Juli 1728 ein unablösbares Legat von 1050 Talern, dessen Zinsen jährlich („am Tage Julius“) in einem Armenhaus unter 400 Arme verteilt werden sollten, wobei auch der Geistliche, der Aeditius, der Kirchendiener und die Armenvögte einen Anteil erhalten sollten. Außerdem bestimmte er ein Legat von 812 Talern und 15 Sgr., dessen jährliche Zinsen („am Tage Ernesti“, 30. Juni) an 300 Arme verteilt werden sollten.
Die Familie Scholz von Schollenstern war in Görlitz reich begütert, mehrere Glieder der Familie standen in sächsischen militärischen Diensten. Mitte des 19. Jahrhunderts „blüht[e] die Familie in Preußen“.
Familiengruft
Am Görlitzer Nikolaikirchhof, an der südlichen Außenwand der Nikolaikirche befindet sich die Gruftkapelle der Familie Scholz von Schollenstern. Sie ist 4,50 m breit und 1,45 m tief. Hinsichtlich der Fassade entspricht sie der Emmerich’schen Gruftkapelle an der nördlichen Kirchenwand. Die Gruftkapelle der Familie Scholz von Schollenstern wurde laut offiziellen Baujahren im Jahr 1727 erbaut, und zwar sechs Jahre nach der gegenüberliegenden der Emmerichs. 1717 hatte es einen Brand gegeben, der die wahrscheinlich gleichenorts gelegene Familiengrabstelle zerstört hatte.

## Wappen
Das Wappen zeigt in Blau einen aus bewegtem Wasser hervorragenden silbernen Eisschollenberg, auf dessen Spitze ein goldener Stern. Auf dem gekrönten Helm mit blau-silbernen Helmdecken der Schollenberg mit dem Stern.